# يون إيل-سانغ
يون إيل سانغ (بالكورية: 윤일상؛ من مواليد 21 فبراير 1974) ملحن ومنتج وكاتب أغاني كوري جنوبي. تخرج من قسم موسيقى الحديثة في جامعة كيونغ هي، وهو أيضًا المؤسس المشارك لشركة نيجا نتورك المحدودة. من اعماله الشهيرة أغنية "أفتقدك" لمسلسل سلما للسماء (2003)، و"لقد تركتني" لمسلسل امبراطور البحر (2006) و"تلمع" لمسلسل الحديقة السرية (2009)، والتي أداها الفنان كيم بيوم-سو.
في يناير 2012، أصدر يون مجموعة من الأغاني المنفردة الرقمية احتفالًا بمرور 21 عامًا على دخوله عالم الموسيقى، بعنوان "الذكرى السنوية الحادية والعشرون لـ يون إيل سانغ". وهي بعض الاغاني القديمة التي انتجها، مثل "ذكريات"التي غنتها فرقة توربو عام 1997 وبيع منها مليون ومئتا ألف نسخة، و أغنية "تذكر" التي غناها دي جي دوك لعام 1996 وبيع منها مليون وثلاثمائة ألف نسخة.

## أعمال

### أغاني
- يو جاي سوك: سامبا
- كيم جون مو: طائر طار فوق عش الوقواق، بودامسوري، البكاء
- كيم بوم سو: (أفتقدك)، تركتني، تلمع، حبي الأخير، يوم واحد
- دي جي دوك: الجميلة والوحش (حسنًا؟ حسنًا!)، قصة الشتاء، تذكر
- بارك جي يون: "لا أعرف أي شيء" (1999)، "اسرق"، "اذهب بعيدًا"
- شين سونغ هون: ماذا يجب أن أفعل؟
- نادي الشباب الأتراك: جونغ، تا-إن
- YB: سأنسى
- لي مون سي: حياة مجهولة
- لي سونغ تشول: حتى اليوم أنا، القدر
- لي أون مي: لدي حبيب، الانفصال، نوكترن، الخاطئ
- لي جونغ هيون: جولي لاي، مجنون، دال-آه دلا-آ، رقصة الصيف
- لي يون جونغ: إغواء
- سيكس كيس: الحدس، الحب المتهور، الخيانة، ترحيل الجمال، ترويض النمرة
- تشوي بي دي : لا لا لاند (مع جيا ونارشا)
- كول: "امرأة على الشاطئ" (بالكورية: "해변의 여녀")، "القدر"، "بوجو بوجو"، "جامبو مامبو"، "الحقيقة"، "الحزن"
- توربو: الحب هو، الحب السيبراني، X، التذكر،
- اس ون: حتى لا تعرف
- براون آيد غيرلز: واحة، حب العمل، هولد ذا لاين، لا بوهيم، لا يمكنك الذهاب، رفاق طيبون
- غا-إن: لا رجعة فيه
- جي كي كيم دونغ أوك: اليوم سأحبك
- PDIS: أحبك (بمشاركة جو هيون مي)، جذاب (بمشاركة مايدوني)
- سارب: هل يمكنني
- ت: لا يُنسى، الثلاثاء
- يو إن: وافيز
- 2012: "مرحبًا" من ألبوم شينهوا العاشر "العودة"

### مسلسلات
- رهان كبير (2023) - ديزني+[5]
- حياة منخفظة (2025) - ديزني+[6]

## روابط الخارجية
يون إيل سانغ على موقع ميوزك برينز (الإنجليزية)
- يون إيل سانغ على موقع ديسكوغز (الإنجليزية)